# Света Троица (Враня)
„Света Троица“ (на сръбски: Храм Свете Тројице) е възрожденска православна църква в град Враня, югоизточната част на Сърбия. Катедрален храм е на Вранската епархия на Сръбската православна църква.

## История
След Танзиматните реформи с новата вълна на църковно строителство на Балканите, и вследствие на замогването на Вранската православна община, в града около 1837 година започва кампания за строеж на нова църква. За строеж е определено мястото, наречено по предания Църквина, в долния дял на града, а за патрон е избрана Светата Троица. Вранчани получават ферман от султана в 1843 година. В същата година по времето на Албанското въстание, Враня е превзета от албанските бунтовници и християнското имущество е разграбено, а църквата е разрушена на 23 август 1843 година.
Около 1858 година вранските християни отново се обръщат към султана за ферман за изграждане на църква на същото място. Храмът е завършен на следната 1859 година.

## Архитектура
Архитект на църквата е видният дебърски майстор Коста Дамянов, а брат му Андрей Дамянов, който вече е започнал „Света Троица“ в Ниш, прави единствено олтарната преграда. „Света Троица“ е сред най-известните дела на Коста Дамянов. Надписът в нея гласи:
| „ | Новиѧ храмъ 1859... 5 день Майсторъ Коста Дамѧнов и руки Емануилъ Исковича Зографа от Велесъ. | “ |

Вранската църква има площ от 500 m2 и въздейства с величествения си, опростен вид. В нея типичното за църквите на Рензовци надстрояване на страничните кораби е избягнато.

## Живопис
Стенописите в църквата са дело на Петър Николов и Емануил Исакович от 1859 година и са условно постигнати. Иконостасът обаче е дело на един от най-големите български възрожденски зографи - Дичо Зограф. Той е автор на престолните, празничните, апостолските и целувателните икони. Цокълът и царските двери са изписани от други иконописци. Големият кръст на разпятието е изписан в 1862 година от Николай Михайлов, на когото са и част от единичните икони в църквата. В 1864 година в църквата пристигат дебърските майстори Вено Костов и Зафир Василков, за да изпишат иконите за парапетната зона на иконостаса, както и голям брой отделни икони.